# Тунне Келам
Тунне-Вальдо Келам, уроджений Тунне-Вальдо Сінк (ест. Tunne-Väldo Kelam; нар. 10 липня 1936, Тахева, Валгамаа) — естонський політик і університетський викладач, дисидент в Естонській РСР, член Європейського парламенту.

## Життєпис
У 1959 році він закінчив історичний факультет Тартуського університету. Був науковим співробітником і викладачем у сфері міжнародних відносин. Він також працював оглядачем та редактором, крім того працював спеціалістом.
Наприкінці 80-х років став одним з провідних діячів естонського дисидентського руху і незалежності. У 1988 році він був одним із засновників естонської Партії національної незалежності (Eesti Rahvusliku Sőltumatuse Partei), був її головою у 1993–1995.
З 1989 по 1990 він очолював Національний комітет з питань громадян Естонії, у 1992 році очолив Комітет Естонії — виконавчий орган Конгресу Естонії, квазі-парламент у період відновлення незалежності. З 1992 по 2004 Тунне Келам обирався депутатом Національних зборів (Рійгікогу), до 2003 року він був віце-головою парламенту, до 1995 року — голова делегації в Парламентській асамблеї Ради Європи. Він також працював радником в органах місцевого самоврядування.
У 2004 році отримав мандат депутата Європарламенту від Союзу Вітчизни, переобирався у 2009 та 2014.
Виступає на захист ув'язненого у Росії українського режисера Олега Сенцова